# Plan de numérotation à Wallis et Futuna
 Le plan de numérotation téléphonique de l'archipel de Wallis-et-Futuna détermine la structure des numéros de téléphone sur ce territoire d'Océanie. Il est fondé sur une numérotation normale à 6 chiffres pour toutes les lignes téléphoniques. 

## Affectation des numéros par séries
| AFFECTATIONS,     | AFFECTATIONS,                                                        |
| Série de préfixes | Services correspondants                                              |
| ----------------- | -------------------------------------------------------------------- |
| +681 40 ....      | Renvoi vers les messageries vocales de téléphonie mobile (Manuia)    |
| +681 499...       | Numéro d'itinérance (MSRN) de téléphonie mobile Manuia               |
| +681 72 ....      | Téléphonie fixe                                                      |
| +681 80 ....      | Accès à distance aux messageries vocales de téléphonie mobile Manuia |
| +681 82 ....      | Téléphonie mobile Manuia : pour les abonnés de Wallis                |
| +681 83 ....      | ... : pour ceux de Futuna                                            |